# When the Saints Go Marching In

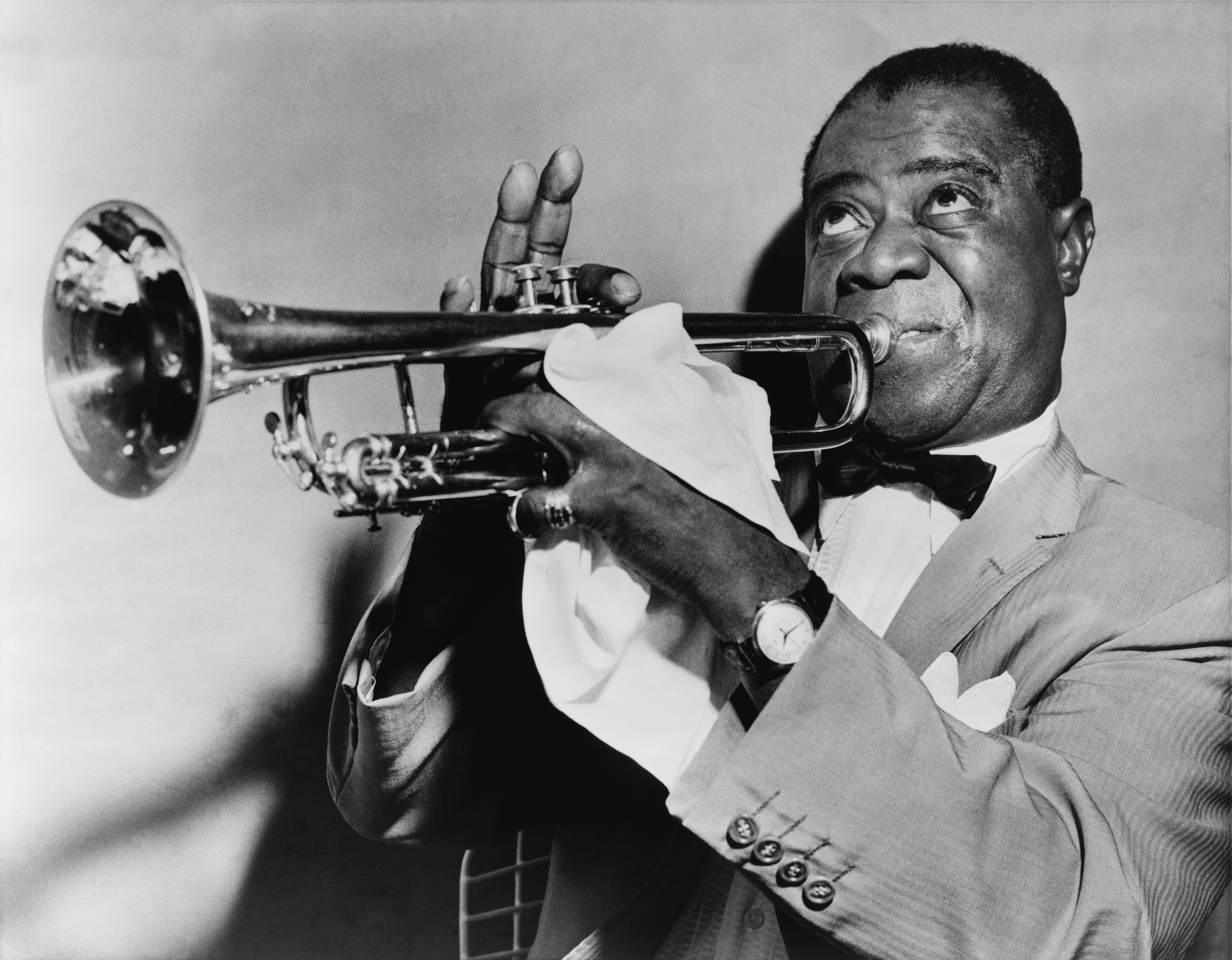
Louis Armstrong, intérprete de uma das versões mais conhecidas de When the Saints Go Marching In.

"When the Saints Go Marching In", um hino gospel estadunidense tão conhecido que muitas vezes é citado apenas como "The Saints", assumiu alguns aspectos de música folclórica. Embora sua origem seja religiosa, hoje em dia as pessoas se acostumaram a ouví-lo interpretado por bandas de jazz.

## Letra
Como ocorre com muitas composições folclóricas em uso por muito tempo, não há uma versão "oficial" da canção ou de sua letra. A confusão se estende ao próprio título, o qual é frequente e erroneamente trocado por When the Saints Come Marching In, fazendo parecer que os santos citados estão indecisos quanto a ir ou vir. Quanto a própria letra, sua grande simplicidade a torna factível de gerar novas estrofes. Visto que a primeira, segunda e quarta linhas de cada estrofe são exatamente as mesmas, e a terceira é um padrão do início ao fim, a criação de uma linha  conveniente em tetrâmetro iâmbico origina uma estrofe inteira.
É quase impossível ouvir-se todas as versões da canção, mas a mais comum é esta:
We are trav'ling in the footsteps
Of those who've gone before,
And we'll all be reunited,
On a new and sunlit shore,
Oh, when the saints go marching in
Oh, when the saints go marching in
Lord, how I want to be in that number
When the saints go marching in
And when the sun refuse to shine
And when the sun refuse to shine
Lord, how I want to be in that number
When the sun refuse to shine
And when the moon turns red with blood
And when the moon turns red with blood
Lord, how I want to be in that number
When the moon turns red with blood
Oh, when the trumpet sounds its call
Oh, when the trumpet sounds its call
Lord, how I want to be in that number
When the trumpet sounds its call
Some say this world of trouble,
Is the only one we need,
But I'm waiting for that morning,
When the new world is revealed.
Não é incomum que as primeiras duas palavras da terceira linha da estrofe em comum ("Lord, how") sejam ditas como "Oh, Lord" ou mesmo "Lord, Lord."
Os arranjos variam consideravelmente. O mais simples é apenas uma repetição interminável do refrão. As estrofes podem se alternar com o refrão, ou inserir a terceira de quatro repetições para criar um formato AABA com a estrofe como ponte.
Uma estrofe comum em versões "apimentadas" de Nova Orleans declara (com variações consideráveis):
I used to have a playmate
Who would walk and talk with me
But since she got religion
She has turned her back on me.
Alguns arranjos tradicionais também contemplam corais em vez de vozes individuais. É também comum que a canção seja cantada por platéias. Ainda, versões usando "chamado e resposta" são freqüentemente ouvidas, como em:
Chamado: Oh when the Saints
Resposta: Oh when the Saints!